# Шамов, Яков Филиппович
Я́ков Фили́ппович Ша́мов (1833—1908) — казанский купец первой гильдии, почётный гражданин. Крупный хлеботорговец Поволжья. Председатель правления Казанского купеческого банка. Глава старообрядческой общины Казани. Пожертвовал средства на строительство городской больницы, носящую ныне название «Шамовская».